# Andreas von Ettingshausen
Le baron Andreas von Ettingshausen (né le 25 novembre 1796 – mort le 25 mai 1878) est un mathématicien et physicien autrichien, pionnier de la photographie dans ce pays. En mathématiques, il a introduit la notation {\displaystyle {\tbinom {n}{k}}} pour le coefficient binomial.

## Biographie
Ettingshausen étudie la philosophie et la philosophie du droit à l'université de Vienne. En 1817, il y enseigne les mathématiques et la physique. En 1819, il devient professeur de physique à l'université d'Innsbruck, puis professeur de mathématiques transcendantes à l'université de Vienne en 1821. Ses cours obtiennent une certaine renommée et sont publiés en deux volumes en 1827.
En 1834 il obtient la chaire de physique de l'université de Vienne. Fasciné par les conférences photographiques d'Arago et de Daguerre, il forme autour de l'atelier de l'Allemand Carl Schuh (1806-1863), récemment établi à Vienne, le « club de Fürstenhof ». C'est un groupe de passionnés de photo qui réunit l'éditeur August Artaria (1807-1893), Joseph Petzval, les médecins Christian-Joseph Berres et Erwin Waidele, le chimiste Franz Kratochwilla, les opticiens P.-W. Voigtländer et Wenzel Prokesch, Anton Georg Martin (1812-1882), les frères Johann et Josef Franz Natterer, le fils de pharmacien Carl Reisser et quelques autres. Par l'entremise du chancelier Metternich, il obtient un prêt de l'appareil photographique de Daguerre avec lequel il prend en juin 1840 le premier cliché photographique de Vienne. Celui-ci montre l'école royale d'équitation et l'ancien Burgtheater sur la place Saint-Michel. En 1848, il enseigne à l'école d’ingénieurs jusqu'à la conversion de cet établissement en école du Génie militaire, quatre ans plus tard. Il poursuit ces cours après 1852 à l'Institut polytechnique, tout en obtenant la direction de l'Institut de Physique de l'Université.
Ettingshausen y fabrique l'une des premières génératrices électromagnétiques à courant alternatif à bobine tournante (1837). Il ne néglige pas pour autant l'optique ni la photographie, qu'il expose dans son nouveau manuel de physique (Vienne, 1844 ; 4ᵉ éd. 1860), lequel exercera une profonde influence sur l'enseignement de cette discipline. 
Ettingshausen, secondé les derniers mois par Josef Stefan à la chaire de physique de l'université de Vienne, prend sa retraite en 1866. Il est anobli par l'empereur l'année suivante.